# Fermo
Fermo (en italien : [ˈfermo] ; en latin Firmum Picenum en grec Φίρμον Πικηνόν) est une ville italienne d'environ  36 900 habitants, chef-lieu de la province de Fermo, dans la région des Marches, en Italie centrale. La ville, siège archiépiscopal, se trouve à environ 6 km de la mer Adriatique.

## Géographie
Fermo se dresse sur les pentes du mont Sàbulo à une altitude de 319 mètres entre mer adriatique et les Monts Sibyllins. Le sommet de la Cité est dominé par la tour de la cathédrale Notre Dame de l'Assomption (Santa Maria Assunta in Cielo), qui se trouve à 6 km de Porto San Giorgio, 68 km d'Ascoli Piceno et 67 km d'Ancône.
Fermo est également à 90 km de Pescara, 160 km de Pérouse, 250 km de Rome, 270 km de Bologne, 300 km de Florence, 350 km de Naples et 480 km de Milan.

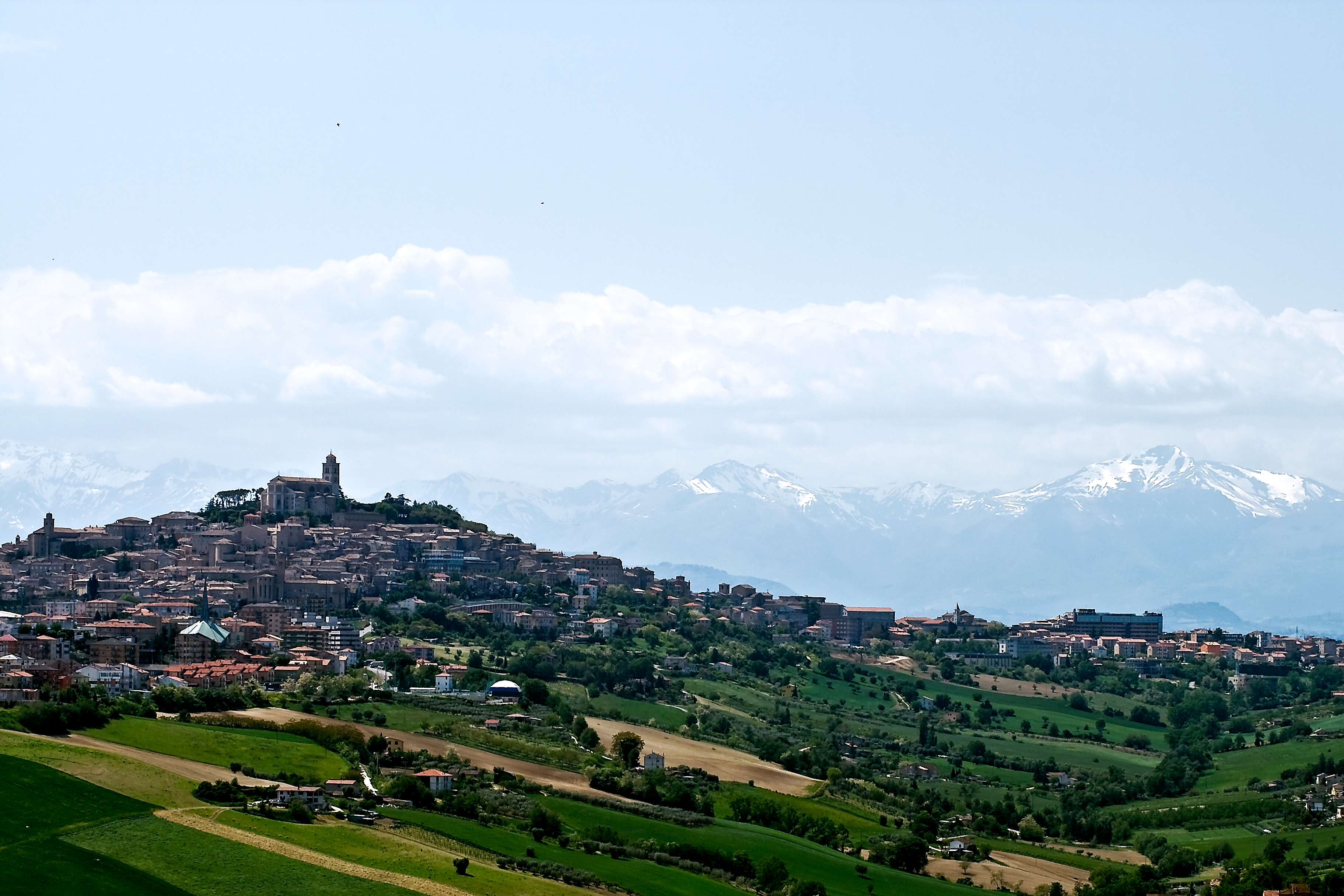
Fermo vue de Nord-Est.

La ville aujourd'hui est divisée en deux parties : 
- La partie ancienne, qui s'est développée autour du sommet du mont Sàbulo, est restée intacte à travers les siècles et garde son caractère médiéval ;
- La partie moderne, qui a bénéficié d'un fort essor démographique, surtout dans les quartiers maritimes, développés par les diverses administrations qui se sont succédé dans les années 1990.

### Territoire
Le territoire de Fermo est délimité au sud par le fossé de San Biagio et la crête qui traverse la Madonna Bruna, et au nord par le fleuve Tenna, avec plusieurs zones au-delà du fleuve (par exemple Campiglione et Villa San Claudio).
Fermo possède 3 km de littoral au sud de Porto San Giorgio (Marina Palmense) et 4 km de littoral au nord (Lido di Fermo, Casabianca et Lido San Tommaso).
Certaines zones sont exclaves : Boara (0,3 km2, limitant Montegiorgio au nord, Belmonte Piceno et Grottazzolina au sud, et Magliano di Tenna à l'est) et Gabbiano (5 km2, limitant Mogliano et Francavilla d'Ete au nord, Massa Fermana au sud et Montegiorgio à l'est ; du côté de Mogliano, cette île géographique limite la province de Macerata).
Le territoire est parsemé d'habitations, selon l'usage de l'économie agraire du métayage, qui prévoyait la présence d'une famille d'agriculteurs sur chaque parcelle de terre, même si elle n'était formée que de quelques hectares.

### Localisation
Les communes limitrophes sont Belmonte Piceno, Grottazzolina, Magliano di Tenna, Massa Fermana, Mogliano, Montegiorgio, Ponzano di Fermo, Porto San Giorgio, Rapagnano, Torre San Patrizio, Altidona, Francavilla d'Ete, Lapedona, Monte Urano, Monterubbiano, Porto Sant'Elpidio et Sant'Elpidio a Mare.

## Climat
Sa position caractérise le climat méditerranéen tempéré et chaud.

## Origines du nom
Son nom semble dériver de l'adjectif latin firmus, avec le sens de "fidèle" ou "de certaines limites". D'autres hypothèses indiquent une provenance du mot sabin Perwom ou du mot étrusque Permu, avec le sens de "tordu", à mettre en relation avec le plan de la ville.

## Histoire
Les fouilles archéologiques menées à Fermo, dans deux zones distinctes, ont rapporté des matériaux funéraires datant des IXe et VIIIe siècles av. J.-C., de type proto-étrusque, à tel point que les chercheurs ont défini la région de Fermo comme un îlot de culture de Villanova.
Fermo fut une importante colonie romaine depuis l’an -264 (Firmum Picenum). En l’an -90 les habitants obtiennent la citoyenneté romaine et en 40 trente citernes romaines sont construites.
Entre 575 et 580 Fermo est annexée au royaume lombard. Vers la fin du Xe siècle sous la domination des Francs elle devient le centre de la Marca Fermana. Son territoire s’étendait du Conero au sud du fleuve Sangro dans les Abruzzes, des Apennins à la mer.
En 1199, devenue commune libre, Fermo passe sous la domination de seigneuries jusqu’au XVIe siècle. La ville atteint l’apogée de sa puissance en 1336.
Elle devient, pendant la période napoléonienne, le chef-lieu du département de Tronto.
La ville perd progressivement de son importance et lors de l'unification de l'Italie elle est annexée à la province d'Ascoli Piceno.
À l’époque actuelle, où la reconversion industrielle est latente, elle alterne les périodes de reprise et de récession.
En 2004 la nouvelle Province de Fermo a été instaurée, et elle est effective depuis 2009.
Le territoire environnant, qui correspond plus ou moins à la province de Fermo, est appelé « Il Fermano », alors que jusqu'au milieu du XXe siècle, il était actuellement appelé « La Fermana », probablement en raison de l'ancien nom de la Marque Fermaine.
Le 15 juin 1986, les citoyens de Fermo et ceux de Porto San Giorgio ont été appelés à se prononcer sur le référendum consultatif pour l'unification de Fermo et Porto San Giorgio, proposé par Abramo Mori. 70,61% des électeurs de Fermo se sont exprimés pour l'unification, tandis que 92% des électeurs de Porto San Giorgio se sont exprimés pour le non.

## Symboles
Le blason de Fermo est un écu, divisé en quatre parties : deux d'entre elles contiennent un aigle, deux une croix.
La devise de la ville est Firmum firmae fidei romanorum colonia (traduit du latin, cela signifie Fermo, colonie romaine de la foi). Romanorum Colonia (Colonie des Romains en latin) est un honneur gagné par la ville grâce à sa loyauté envers les Romains lors de la première et de la deuxième guerre punique.

## Fêtes
La plus importante fête de Fermo est la fête de l'Assomption, célébrée le 15 août. C'est à cette période que le Palio a lieu.

### Palio dell'Assunta
Depuis 1982, chaque 15 août, l'édition moderne de la Cavalcade de l'Assomption a lieu.

## Monuments et patrimoine

### Patrimoine religieux

#### La cathédrale
- Duomo di Fermo - L'édifice religieux, dédié à l'Assomption de la Vierge Marie au ciel, se dresse dans la partie la plus élevée de la ville, avec son élévation asymétrique de style gothique sur la Piazzale del Girfalco. À côté de la cathédrale se trouve le musée diocésain.

#### Églises dans le centre historique de Fermo
- L'église du Carmine, avec son couvent attenant et l'ancien Palazzo del Monte di Pietà, a été construite au début du XIVe siècle à Corso Cefalonia. Elle a reçu le nom de « Santa Maria Novella della Carità », elle a ensuite été dédiée à la Madonna del Carmine. Elle a été construite en style gothique, dont il ne reste que la façade du Monte della Pietà avec le portail de Marino di Marco Cedrino. Des changements radicaux ont été apportés au fil des ans : en 1688, elle a été agrandie et finalement modernisée en 1794 par l'architecte Pietro Augustoni. La façade, de style roman, est en briques et en travertin avec des pilastres. L'intérieur semble très spacieux : il est divisé en trois nefs par de puissantes colonnes et des arcs en plein cintre. L'abside est occupée par un pavillon en bois décoré et doré de l'époque baroque dans lequel est inséré le tableau représentant « La Natività » du peintre Giovan Battista Gaulli appelé le Baciccio.
- L'église de San Girolamo, appartenant au monastère des Cappucine, en via Leopardi, au bord des anciennes murailles de la ville.
- L'église de la Pietà, ancien siège de la paroisse de San Matteo, à Corso Cefalonia.
- L'église des Clarisses (dédiée à la Visitation), avec couvent cloîtré attenant, en Via Lattanzio Firmiano.
- L'église de la Madonna del Pianto, en via Garibaldi.
- L'église de la Madonna delle Grazie, dans la rue du même homonyme.
- L'église de San Domenico, près de Piazza del Popolo.
- L'église de San Francesco in Largo Mora ; elle a été construite sur le côté est de la ville entre 1240 et 1425 (achèvement du clocher) ; la façade a été modifiée au XVIIIe siècle, tandis que le portail est daté de 1604 ; l'intérieur, aux proportions imposantes et rendu à son aspect d'origine par la restauration du XXe siècle, se compose de trois nefs divisées par six grands piliers et une abside polygonale ; dans la chapelle latérale, dédiée au Saint-Sacrement, il y a la tombe de Lodovico Euffreducci de 1527, attribuée à Andrea Sansovino ; le complexe comprend le couvent des Frères Mineurs Conventuels.
- L'église de San Filippo, fermée depuis les années 1920 et en attente de restauration.
- L'église de San Michele Arcangelo, en via Bertacchini.
- L'église San Pietro, en via Lattanzio Firmiano.
- L'église de San Rocco, en Piazza del Popolo.
- L'église de Sant'Agostino, en la via Montani. Elle est célèbre pour avoir à l'intérieur une épine de couronne placée sur la tête de Jésus avant d'être crucifié. L'épine est enfermée dans un reliquaire très précieux pour ses matériaux et ses techniques de construction. On pense que le reliquaire a été commandé par Agostino Rogeroli à Venise et qu'il est ensuite arrivé à Fermo.
- L'église de Santa Caterina, en via Brunforte.
- L'église de Santa Lucia, dans la via Marconi.
- L'église de San Zenone, la plus ancienne église de la ville qui nous est parvenue, en Largo Fogliani.
- Le Sanctuaire de la Miséricorde, en via Augusto Murri.
- L'oratoire de Santa Monica, en largo Alvaro Valentini.

#### Autres églises dans la ville de Fermo
- L'église de Cristo Amore Misericordioso, dans le quartier de Santa Petronilla.
- L'église de la Madonna del Ferro, dans la partie occidentale de la ville.
- L'église de San Lorenzo.
- L'église de Sant'Alessandro, au séminaire archiépiscopal dans le quartier de Tirassegno.
- L'église de Sant'Antonio di Padova, dans le quartier Villa Vitali.
- L'église de Santa Maria degli Angeli, dans le quartier de Borgo Diaz.

#### Autres églises sur le territoire de Fermo
- L'église de l'Immacolata Concezione, à Ponte Ete.
- L'église de Sacri Cuori, dans le quartier homonyme.
- L'église de San Gabriele dell'Addolorata, à Campiglione.
- L'église de San Giovanni Battista, à Torre di Palme.
- L'église de San Giovanni Bosco, à Molini di Tenna.
- L'église de San Girolamo, dans le quartier homonyme.
- L'église de San Giuseppe Artigiano, à Marina Palmense.
- L'église de San Marco alle Paludi, dans la zone homonyme.
- L'église de San Norberto Vescovo, à Lido di Fermo.
- L'église de Santa Maria, à Capodarco.
- L'église de Santa Maria a Mare, dans le quartier homonyme.
- L'église de San Tommaso di Canterbury, au Lido San Tommaso.
- L'église du Santissimo Crocifisso, à Monte Rinaldo.

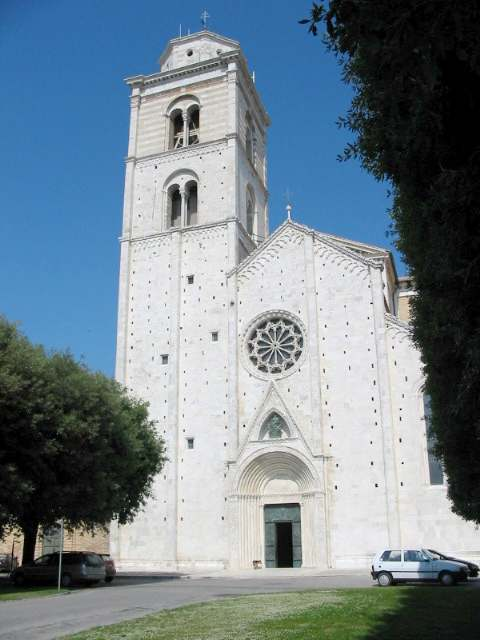
Duomo de Fermo
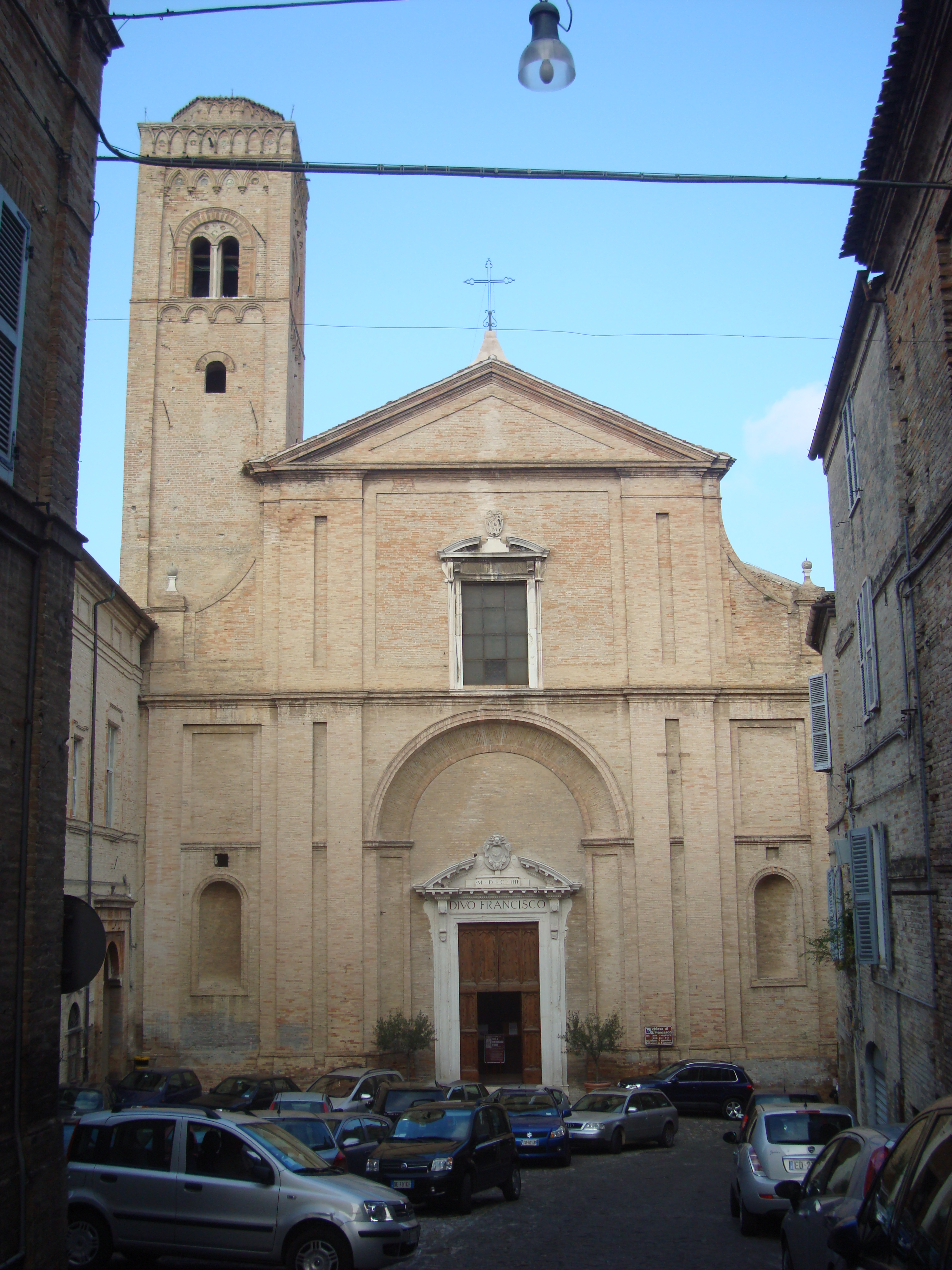
Église San Francesco
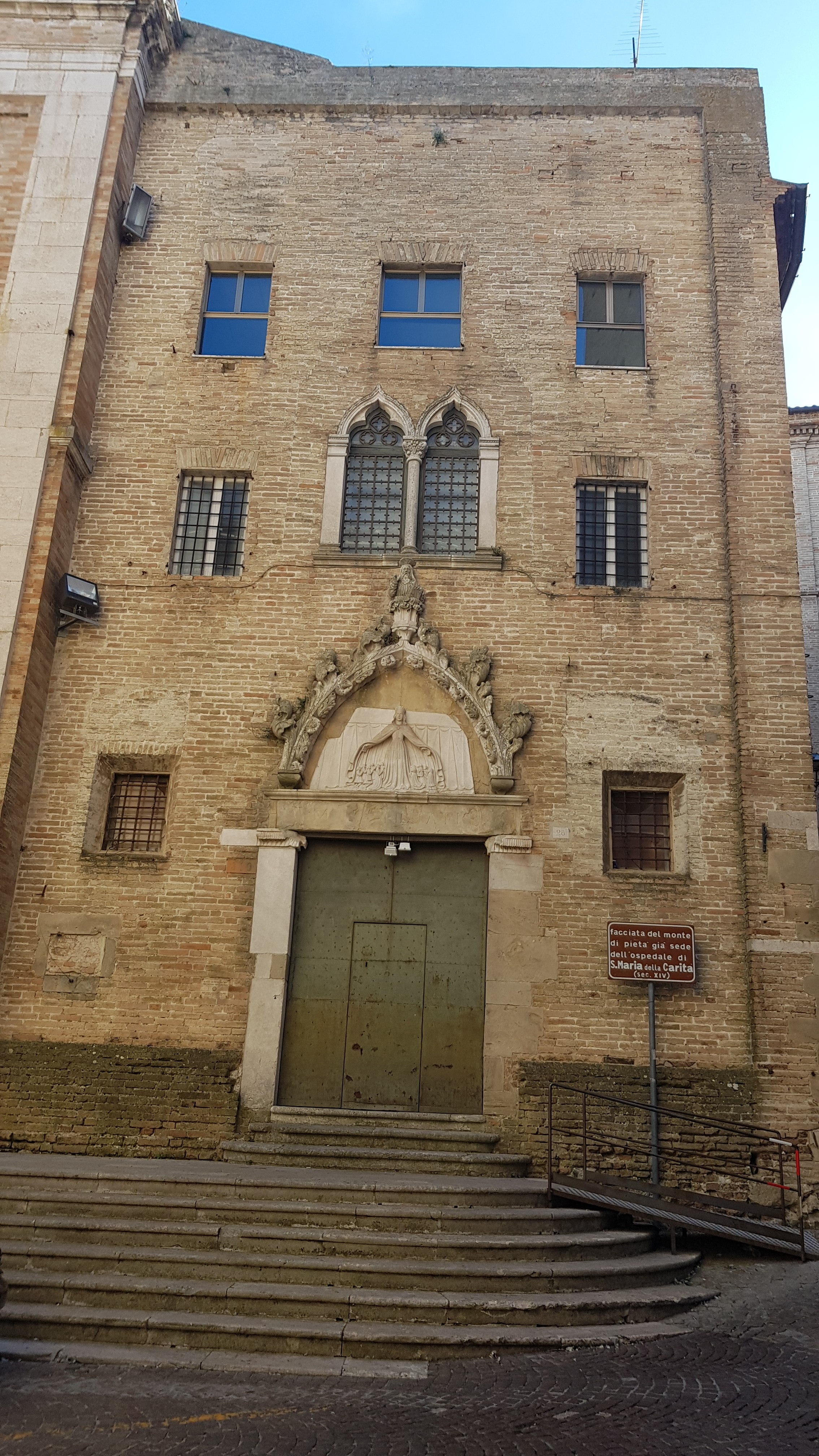
Façade du Mont de Piété

### Fontaines historiques
Il y a plusieurs fontaines historiques à Fermo :
- Fonana di San Francesco di Paola, à l'intersection du Viale Trento et Via Zeppilli ;
- Fonte Fallera (XIVe siècle), dans le quartier homonyme ;
- Fontaine de l'Episcope (1690), construite à l'époque de l'archevêque Ginetti, en Via Leopardi ;
- Fontaine Catalani (1735), dans la Via Recanati ;
- Fontaine Spinucci (1813) ne fonctionne plus, en Via Rialto ;
- Fontaine de Porta San Francesco (conçue en 1894) ; cette dernière a été ouverte à l'occasion de l'inauguration de l'aqueduc du Polesio (22 août 1896) qui amenait l'eau à Fermo ; l'aqueduc a ensuite été agrandi en 1951 par la canalisation de Pescara di Arquata del Tronto et en 1981 par l'eau de Foce di Montemonaco ;
- Fontaine du Duomo (1927), sur Piazzale del Girfalco.

### Parcs
Un espace vert est situé près du Girfalco ou Girone, au point le plus élevé de la colline du Sabulo, où se trouvent la cathédrale, la Villa Vinci et le Parco della Rimembranza (dédié aux morts de la Grande Guerre), avec plusieurs points panoramiques. Un autre parc public est situé à l'intérieur de la Villa Vitali, une structure appartenant à la municipalité de Viale Trento. Plus récemment, il existe une grande zone équipée, appelée Parco della Mentuccia.

### Architecture civile

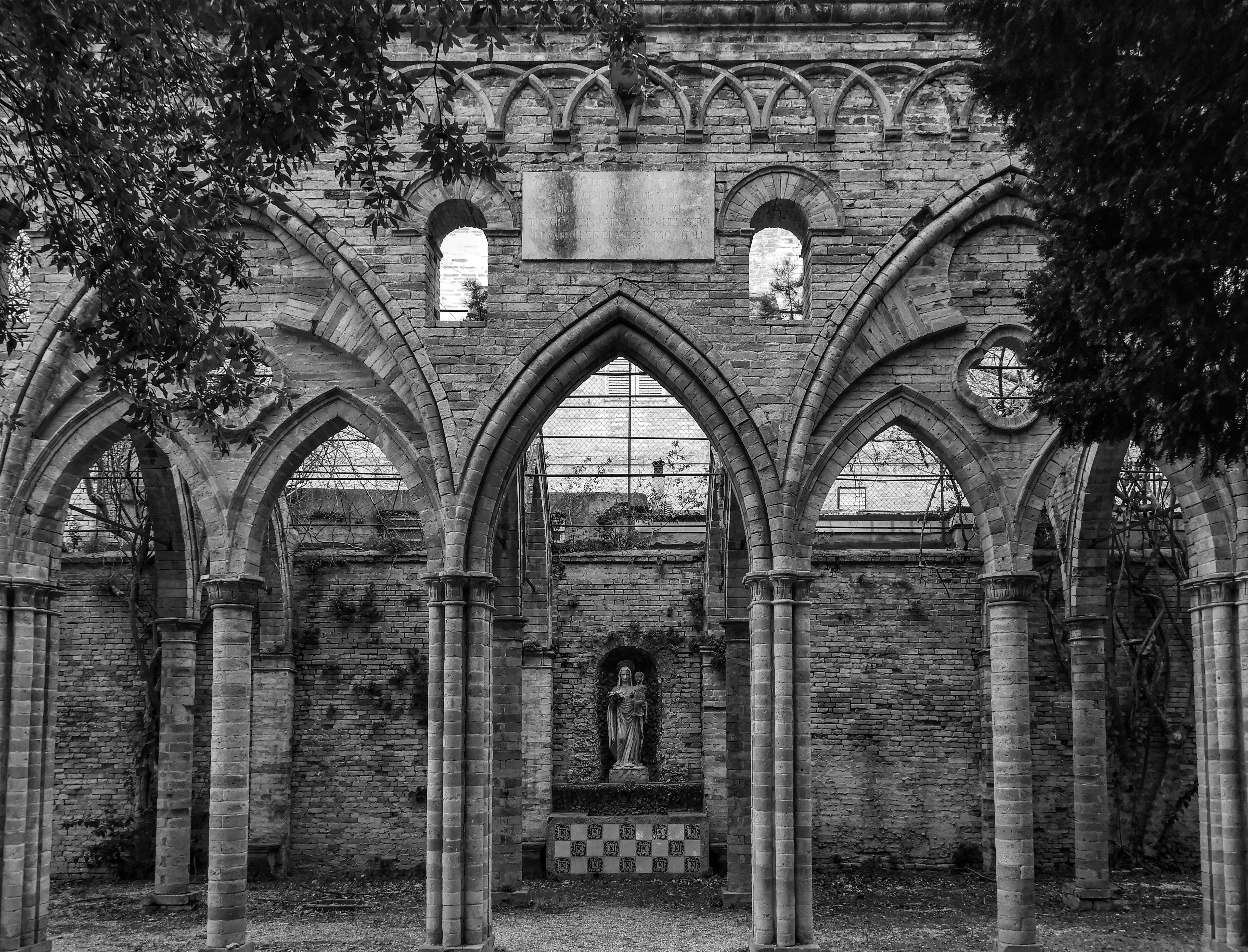
La villa Vitali, à Fermo. Février 2020.

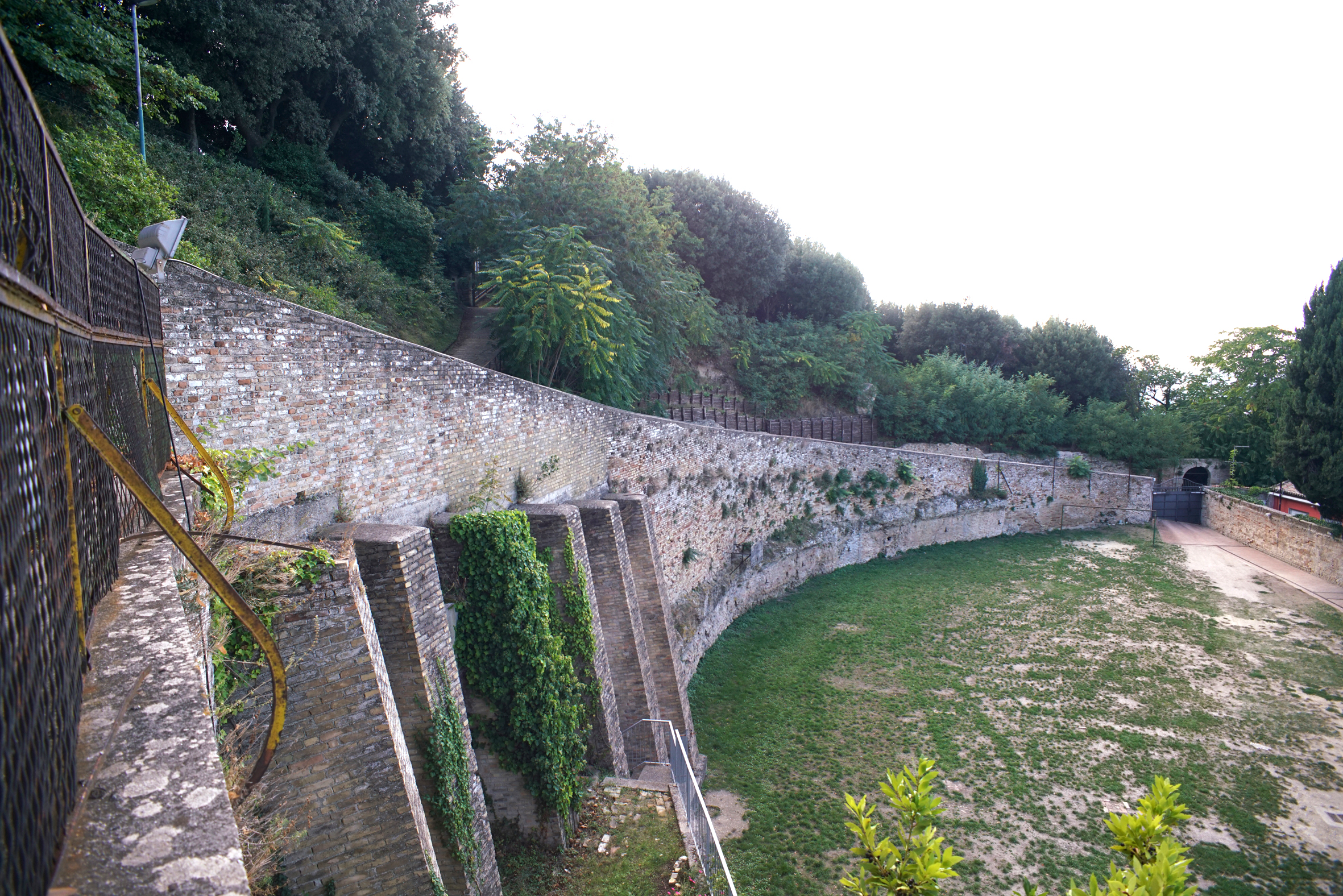
Les vestiges du théâtre romain

- Porte San Francesco-Torretta Oraria, construite par Giovanni Battista Carducci.
- Zone du théâtre romain, sur le côté nord du sommet de Mont Sàbulo.
- Palais de l'Université, Piazza del Popolo (siège de la Bibliothèque Civique Romolo Spezioli).
- Palais Azzolino, à Corso Cefalonia, construit par l'architecte Sangallo il Giovane.
- Palais Euffreducci, aujourd'hui siège du lycée Annibal Caro.
- Palais Fogliani, en largo Fogliani.
- Palazzo Vinci, en largo Ostilio Ricci.
- Palais Vinci-Gigliucci, sur le quartier Girfalco.
- Palazzo Vitali-Rosati, à Corso Cefalonia.
- Palais Bulgarini, à Corso Cavour.
- Palais Paccarone, à Corso Cavour.
- Palais Maggiori, à Corso Cavour.
- Le Palazzo Sassatelli, situé à Corso Cavour, également résidence du préfet de Fermo, est l'une des œuvres majeures de Pietro Augustoni dans la région des Marches.
- Tour Matteucci, à Corso Cefalonia.
- Villa Vitali, à Viale Trento
- Villa Mancini.

#### Citernes romaines
Les citernes romaines sont une construction hypogée de l'époque d'Auguste, d'une surface d'environ 2 000 mètres carrés divisée en 30 chambres placées en 3 rangées parallèles, construites pour accumuler l'eau. L'état de conservation est excellent et elles peuvent être visitées.

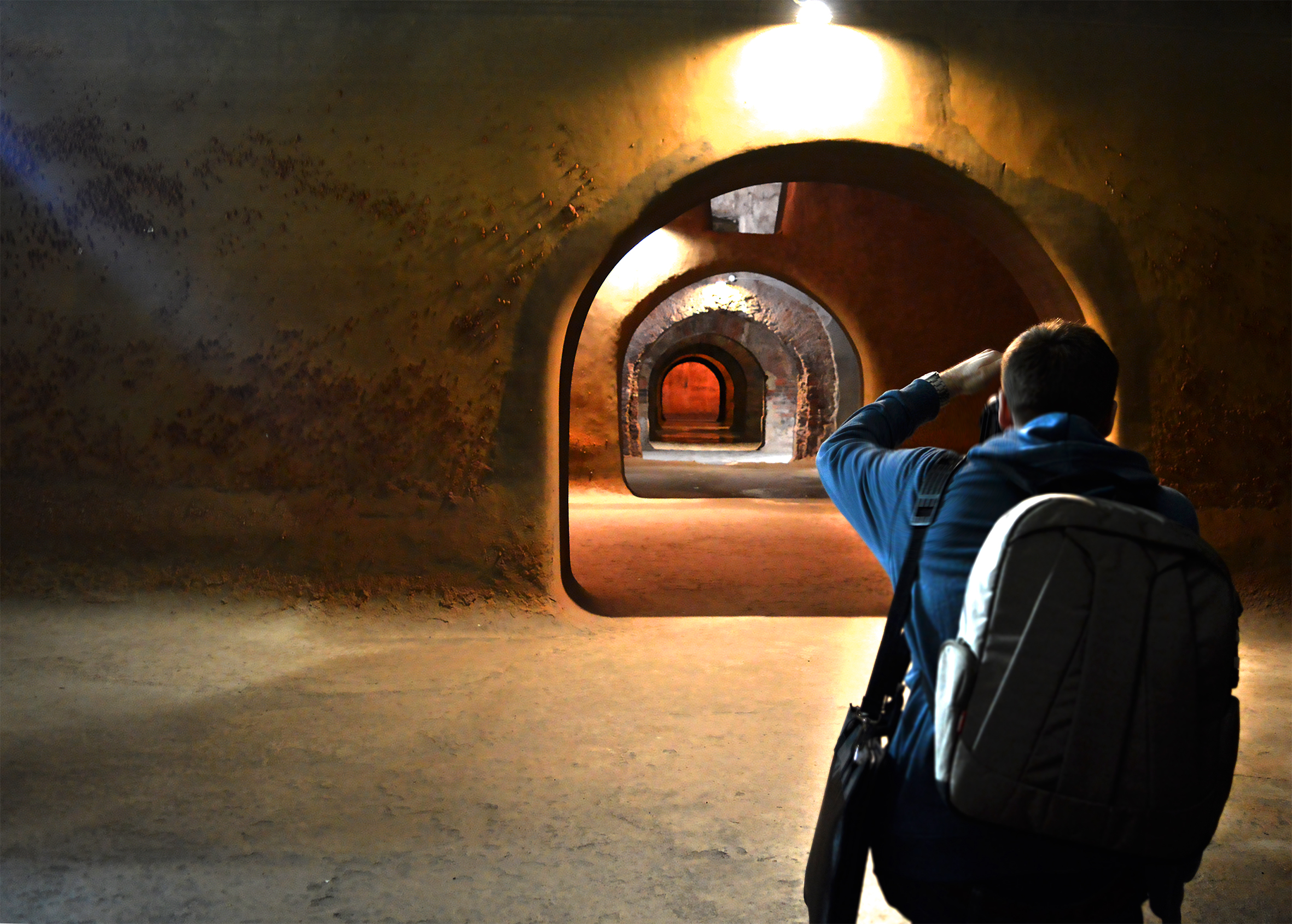
Citernes romaines de Fermo
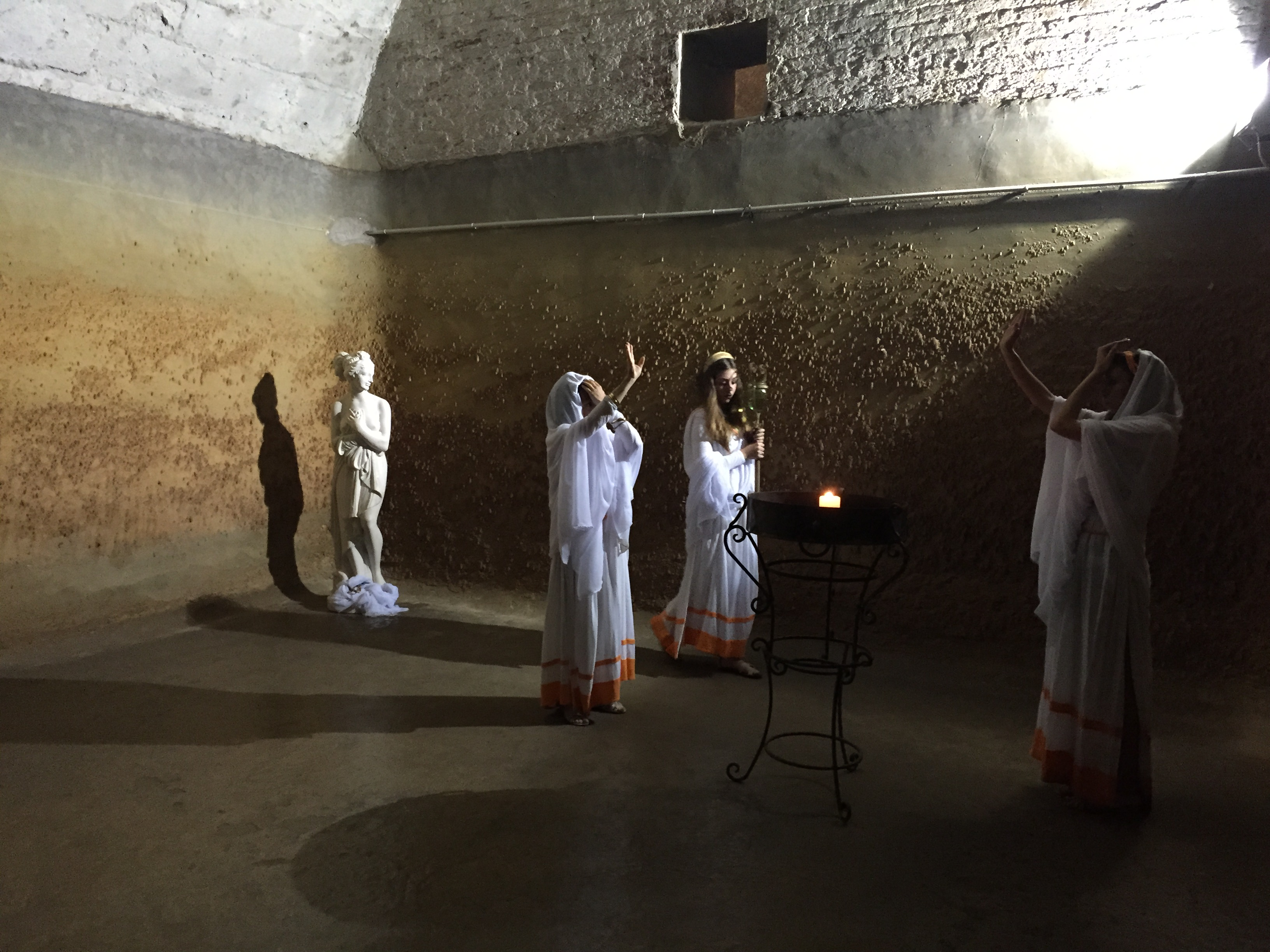
Reconstitution d’un Rite romain au sein des Citernes
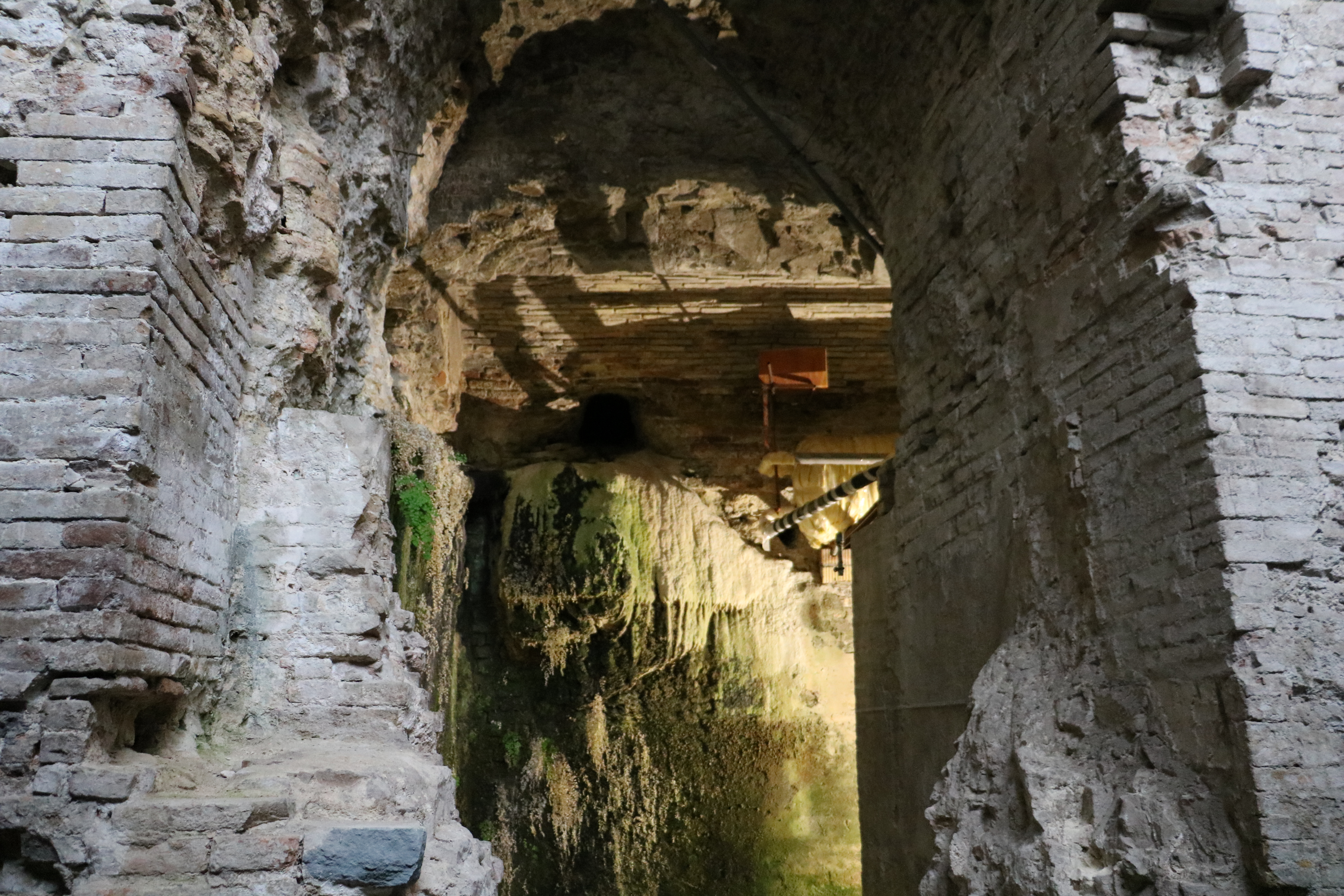
Reste du Théâtre romain de Fermo

#### Piazza del Popolo
La Piazza del Popolo, enfermée entre deux larges rangées de loggias, est le salon de la ville. La place est dominée par Palazzo dei Priori, l'hôtel de ville et la galerie d'art municipale. À l'intérieur se trouve la Sala del mappamondo. Au début de la route menant à la Piazza del Popolo, un monument dédié au général Carlo Alberto Dalla Chiesa, tué à Palerme, a été érigé.

#### Théâtre de l'Aquila
Le Théâtre de l'Aquila, avec une capacité d'environ 1 000 sièges, 124 scènes sur cinq niveaux et environ 350 mètres carrés de scène, est l'un des théâtres les plus grands du XVIIIe siècle dans les Marches et en Italie centrale.

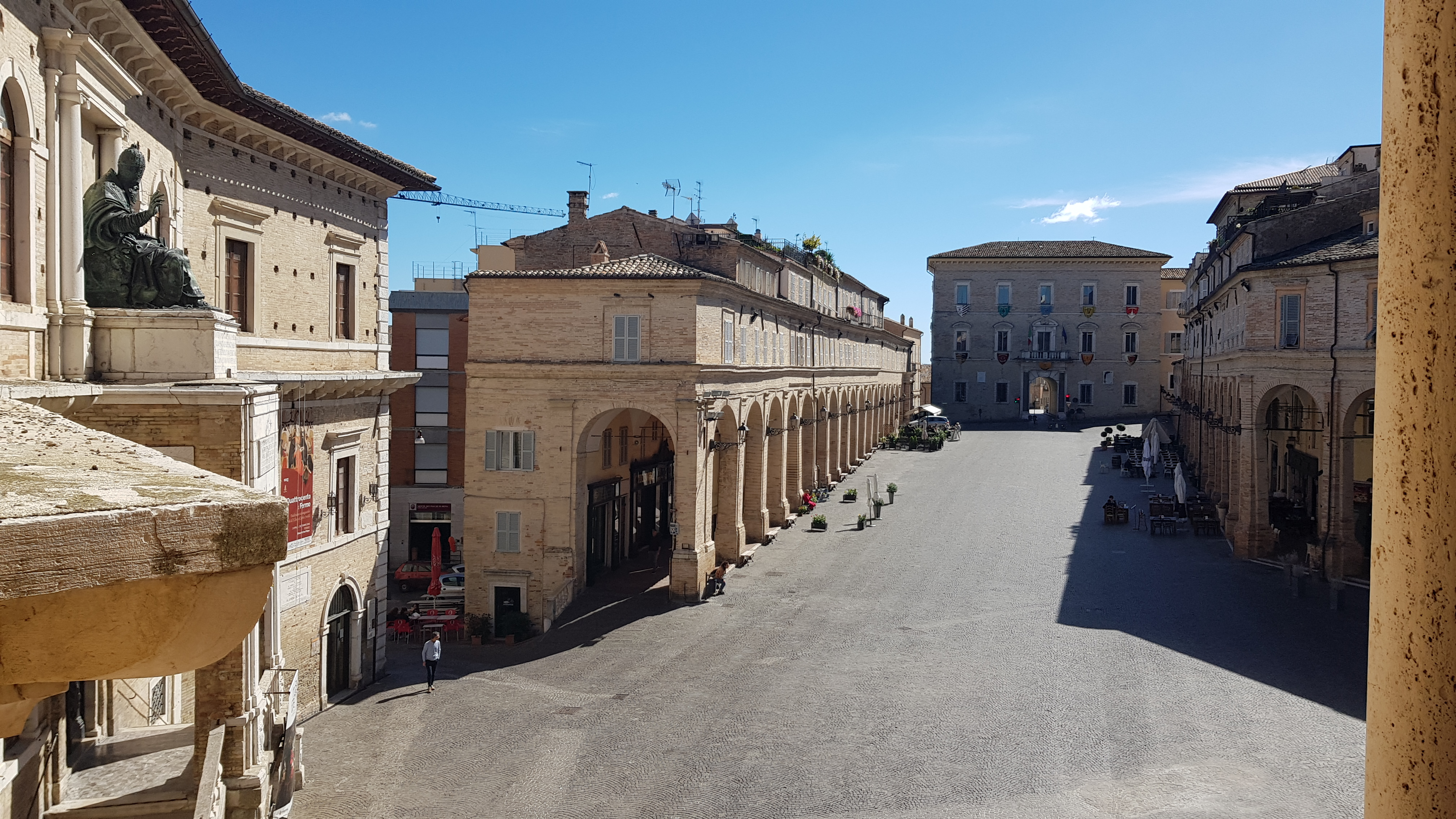
Piazza del Popolo
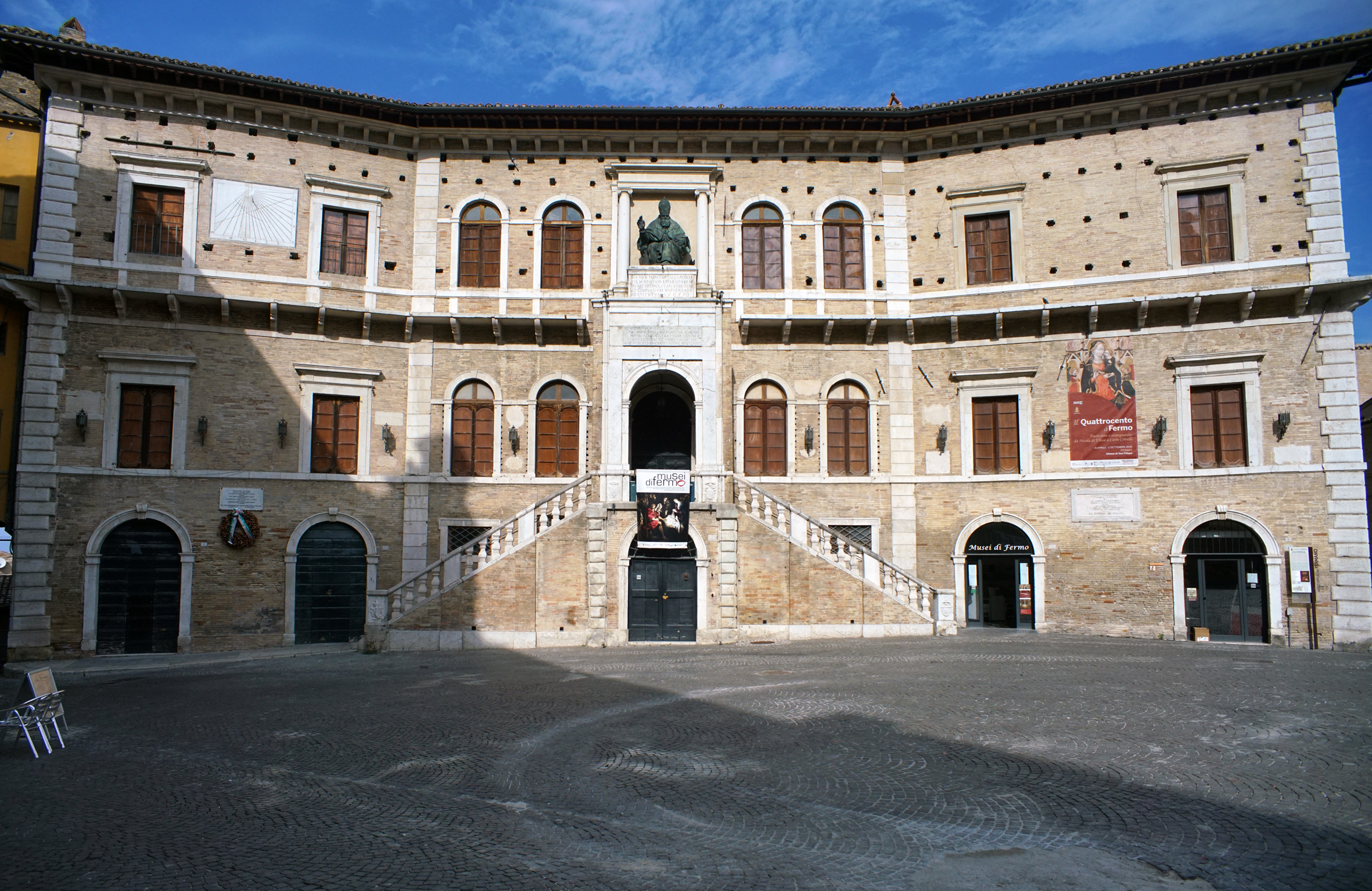
Palazzo dei Priori sur la Piazza del Popolo
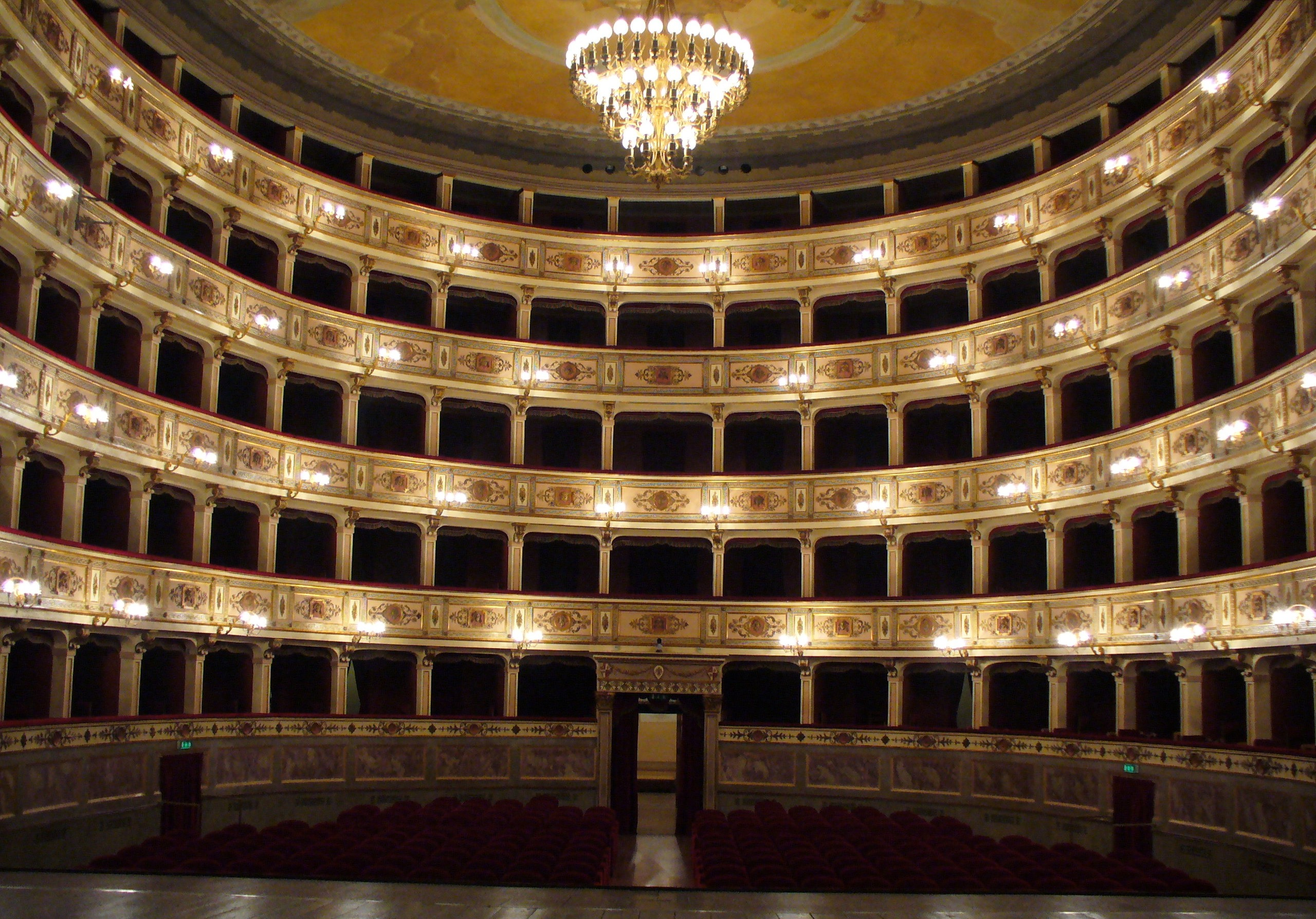
Théâtre de l'Aquila

### Architecture militaire
Le centre historique de Fermo est délimité par une muraille du XVe siècle, datant de l'époque des Sforza, en partie encore visible, équipée de tours et de portes ; les portes des remparts historiques dédiés à saint Antoine, sainte Catherine et saint Julien sont encore présentes, tandis que les entrées de la ville correspondant à la Porte San Francesco (également appelée "Porta marina") et à la Porta San Marco ont été supprimées au XIXe siècle à la suite de l'intervention urbaine de Giovanni Battista Carducci qui a construit la nouvelle Porte San Francesco à quelques mètres de l'ancienne et de la Porte Santa Lucia.
Le château de Fermo, en revanche, a été démoli à la fin du XVe siècle par la fureur populaire qui le considérait comme un instrument de pouvoir de la famille Sforza, alors chassée de la ville. Le château se dresse au sommet du mont Sàbulo, qui abrite un parc public à côté de la cathédrale.
Le prince Galéas Marie Sforza, héritier de la famille Sforza, devenu duc de Milan de 1466 à 1476, lorsqu'il fut assassiné dans une conspiration à Milan, est né dans ce château Sforza le 24 janvier 1444.

### Statues
La statue la plus significative est celle en l'honneur de Sixte V, évêque de Fermo, sur la loggia centrale du Palais dei Priori, par Accursio Baldi. D'autres statues sont dédiées à Annibal Caro (dans la cour du Théâtre de l'Aquila) et à Giacomo Leopardi (dans la rue du même nom), toutes deux offertes par le comte Lorenzo Maggiori.

### Sépulcres monumentaux
- Beato Adamo Adami (?-1285), religieux, dans l'église de San Francesco.
- Giovanni Visconti d'Oleggio (vers 1304-1366), gouverneur de Fermo, dans le Duomo.
- Giovanni Bertacchini (vers 1430-1484), jurisconsulte, dans l'église San Domenico.
- Lodovico Euffreducci (1497-1520), Seigneur de Fermo, dans l'église San Francesco.
- Saporoso Matteucci (1515-1578), condottiero, dans le Duomo (cénotaphe recomposé).
- Teodoro Adami (?-6 juillet 1648), tué lors de la révolte de 1648, dans l'église San Domenico.
- Beato Antonio Grassi (1592-1671), religieux, dans l'église du Carmine.
- Pompeo Azzolino (?-1706), noble, héritier de Decio Azzolino et de Christine de Suède, dans l'église du Carmine (pierre tombale).
- L'abbé Giuseppe Colucci (it) (Penna San Giovanni 1752 - Fermo 1809), écrivain, dans le Duomo.
- Claire Spinucci (1741-1792), épouse de Xavier de Saxe, dans le Duomo.
- Giuseppe Fracassetti (1802-1883), écrivain, dans le cimetière municipal.

### Points de vue
Du Girfalco ou Girone, le point le plus élevé de la colline, on a une vue à 180° sur la côte, au nord sur Macerata et au sud sur Monterubbiano. Dans des conditions de visibilité particulières, on peut voir les reliefs de la Croatie.

### Sous-sol
Dans le sous-sol de Fermo, il existe un vaste réseau de tunnels, de puits et de citernes, dont certains remontent à l'époque romaine et médiévale, dont la fonction est de protéger le sol par le drainage et le captage de l'eau.

### Sites archéologiques
Dans la périphérie de Fermo, trois grandes nécropoles ont été identifiées et partiellement fouillées : in contrada Mossa à l'est, in contrada Misericordia et Solfonara à l'ouest. La période de référence la plus significative de ces nécropoles est celle proto-villanovienne (du IXe au VIIe siècle avant J.-C.). Les zones ont été couvertes, et la plupart des découvertes sont exposées au Musée archéologique national des Marches et en partie dans la section archéologique "De Villanovans aux Picènes", entreposée au Palais des Priori.

### Espaces naturels
- Bois de Cugnolo, près de Torre di Palme : situé dans le quartier homonyme, c'est un rare exemple de maquis méditerranéen intact sur la côte adriatique. Il s'étend sur environ 5 hectares et est l'une des zones protégées de la région des Marches. Il peut être visité à travers un sentier équipé qui touche également la Cave des Amanti et les villas du XVIIIe siècle.

## Personnalités liées à Fermo
- Pompée (Cnaeus Pompeius Magnus) (Fermo alors Firmum Picenum, le 29 septembre 106 av. J.-C. – Péluse, le 28 septembre 48 av. J.-C.) fut un militaire et homme politique romain, premier allié puis adversaire de Jules César.
- Teodorico Pedrini, missionnaire lazariste italien, compositeur et claveciniste de renom, envoyé en 1702 en Chine par le pape Clément.
- Giuseppe Giordani dit le Giordaniello (Naples 1751- Fermo 1798) Compositeur du fameux « Caro mio Ben », et apprécié de Goethe.
- Antonio Benedetti (1715-1788), jésuite et érudit.
- Antonio da Fermo (it), (XIVe siècle), écrivain de la Région des Marches, célèbre copiste du plus ancien codex existant de la Divine Comédie de Dante.
- Philippe-Antoine Gualterio, prélat italien, cardinal, nonce apostolique à la cour de France sous Louis XIV.
- Ostilio Ricci, (1540-1603) Professeur à l’Accademia del Disegno, Architecte, Mathématicien. Il enseigna la Géométrie à Galileo Galilée.
- Galéas Marie Sforza (1444-1476) Duc de Milan réputé pour son goût des Arts, sa cruauté et sa lubricité.
- Lorenzo Tiepolo, (-1275) futur Doge de Venise, fut Podestat de Fermo.
- Oliverotto da Fermo, (1475-1503) Condottiere cité dans Le Prince par Nicolas Machiavel dans le chapitre VIII qui a pour argument la conquête de la principauté par le crime.
- Jean de l’Alverne (ou Jean de Fermo), compagnon de Saint François d'Assise faisant l’objet des quatre derniers chapitres des Fioretti. (Fermo, 1259 - Chiusi della Verna, 1322)
- Antoine Grassi, (1592-1671), Bienheureux de l'Église catholique
- Candido Augusto Vecchi (it) (1814-1869) historien, patriote et militaire italien
- Giuseppe Zara (1856-1915) ingénieur en chef des Chemins de fer italiens en 1905 et inventeur.
- Luigi Di Ruscio (it) (1930-2010), poète.

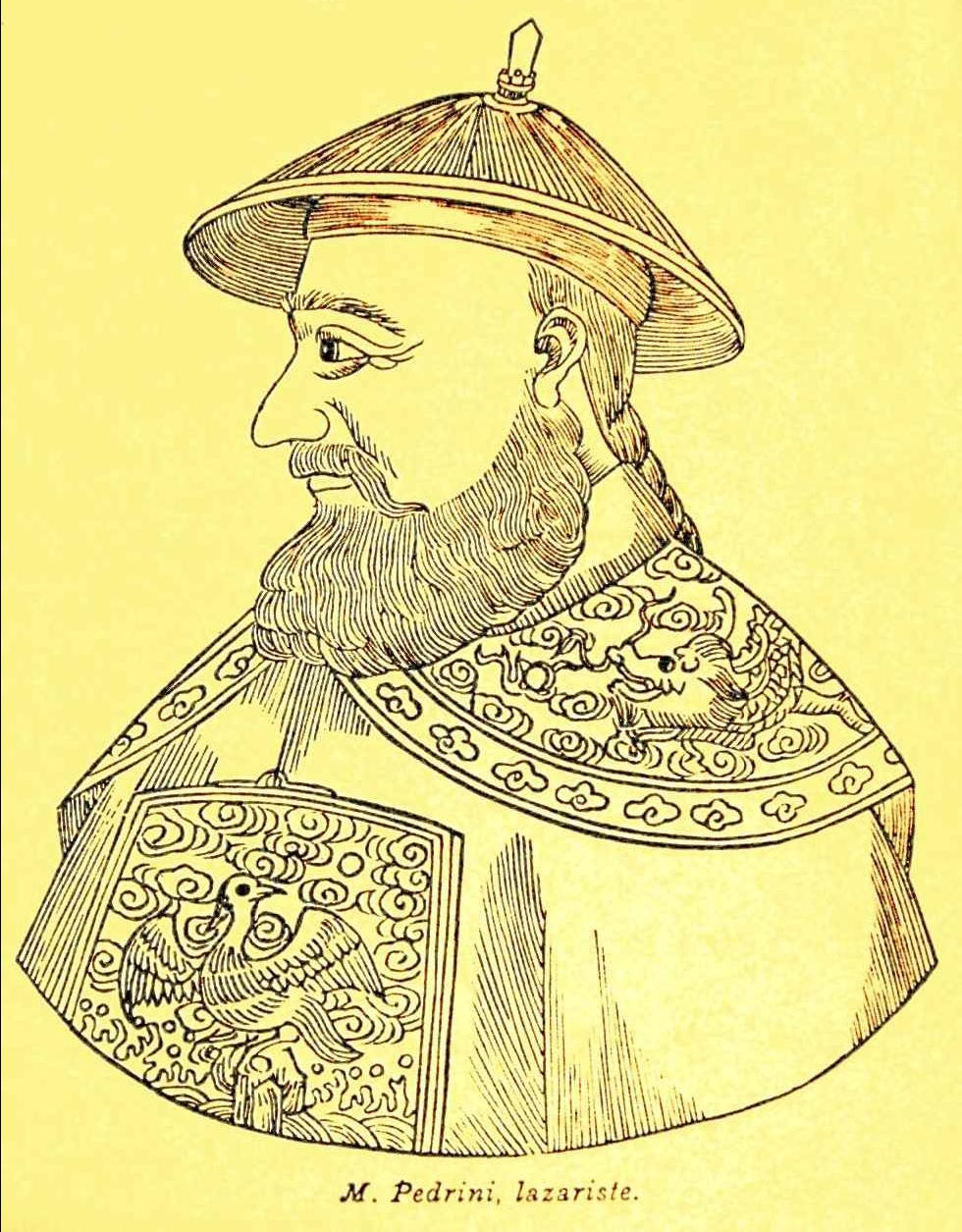
Teodorico Pedrini
Pompée, copie d’un original de 60-70 av. J.-C., Musée archéologique national de Venise
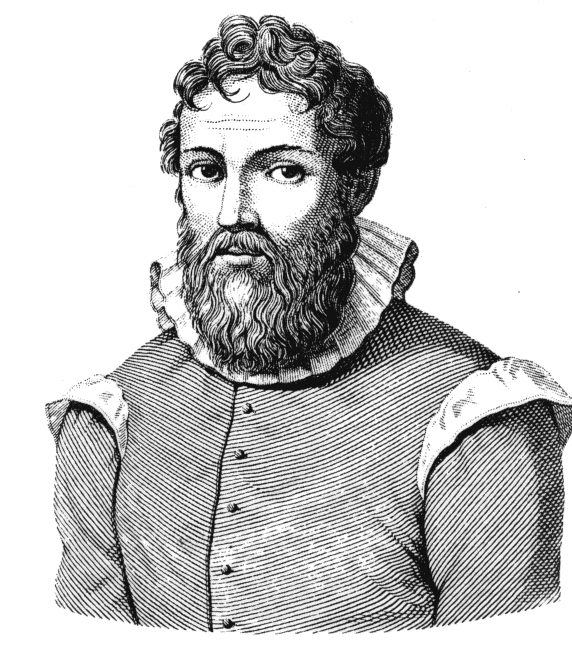
Ostilio Ricci
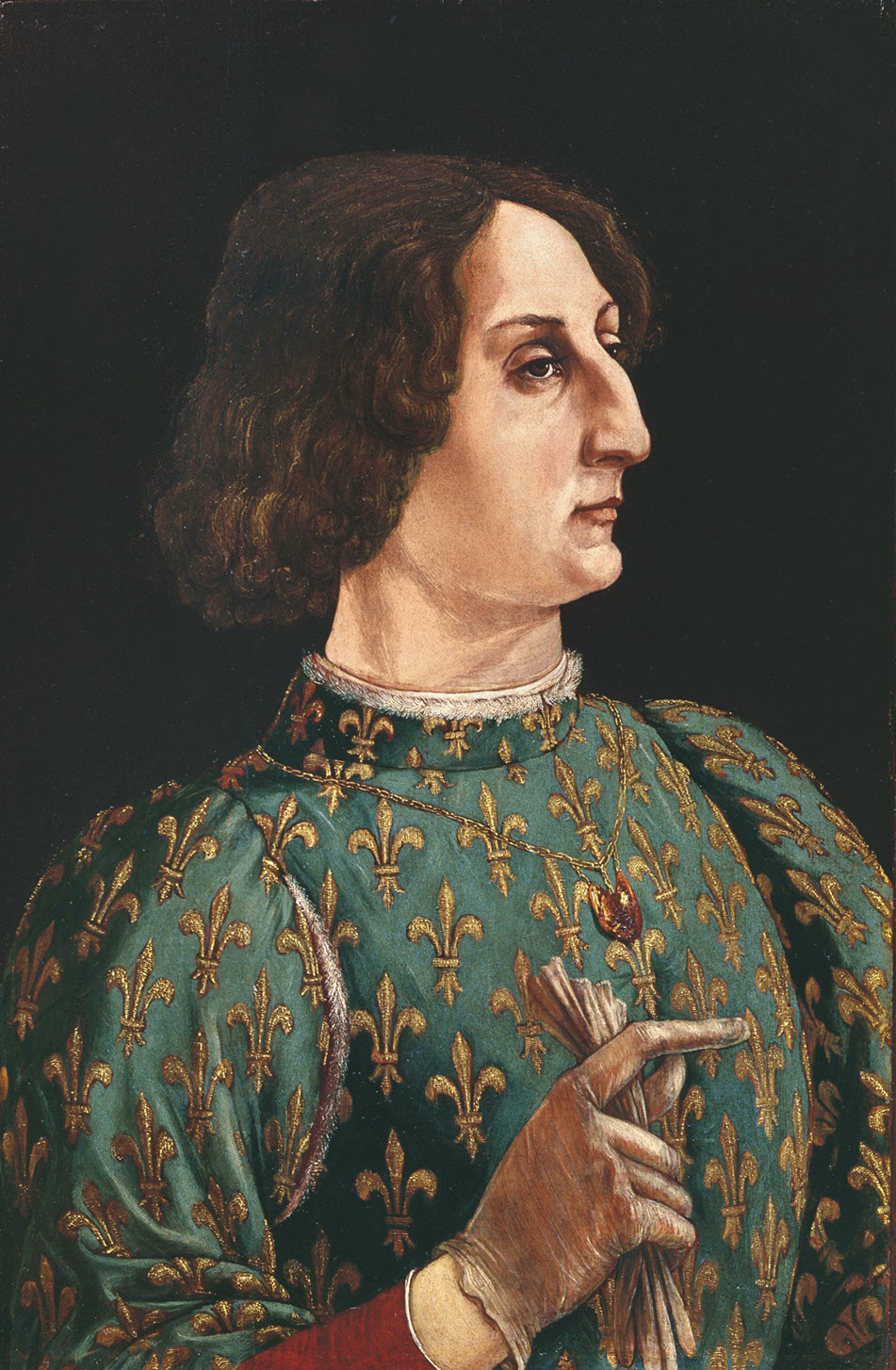
Galeazzo Maria Sforza
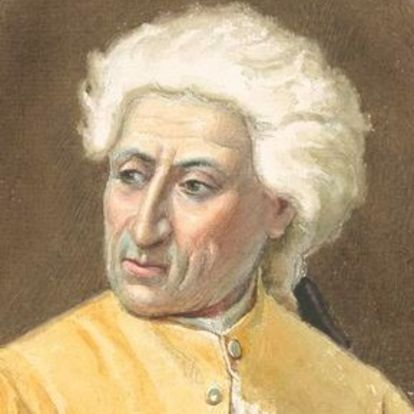
Giuseppe Giordani

## Économie

### Agriculture
L'agriculture était la principale source de revenus jusque dans les années soixante. La production de charcuterie issue de la transformation du porc est très répandue.

### Industrie
Fermo est situé dans un district industriel destiné à la production de la chaussure et de couvre-chefs.

### Artisanat
Parmi les activités économiques les plus traditionnelles, les plus répandues et les plus actives, il y a l'artisanat, tel que l'art de la dentelle réputé dans toute l'Italie, ainsi que le travail du cuivre, visant à la réalisation d'une large gamme de produits, allant de la poterie aux amphores.

### Tourisme
La vocation touristique du territoire a été orientée, en plus de l'hébergement hôtelier, sur le camping. Dans les zones du territoire de Fermo au sud (Marina Palmense) et au nord (Lido di Fermo), on trouve la plus grande concentration, par extension, de camping de toute la région des Marches du sud. Sur la côte, il y a un tronçon de piste cyclable qui fait partie de la véloroute adriatique qui, une fois terminée, reliera toutes les villes de la côte adriatique.

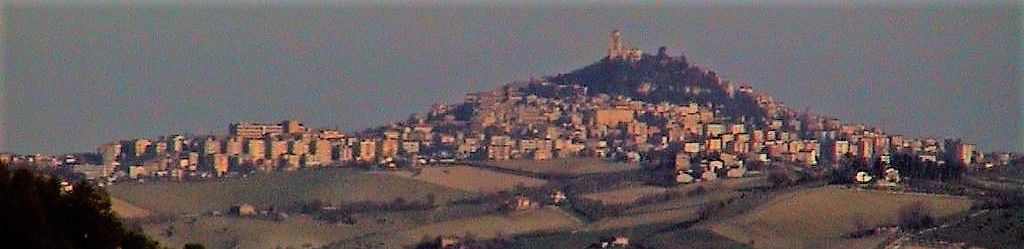
Fermo Vue du Nord-Ouest

## Infrastructures et transports
La ville est reliée à l'autoroute A14 par la sortie Fermo-Porto San Giorgio (près de Santa Maria a Mare) et au nord par Porto Sant'Elpidio.
Les aéroports les plus proches sont l'aéroport d'Ancône-Falconara, l'aéroport de Pescara et ceux de Rome.
Fermo est relié à Rome, à tout moment de la journée, par plusieurs services de bus réguliers (d'une durée d'environ 3 heures et 30 minutes), sur l'autoroute A24 Teramo-Rome ou sur Via Salaria.

### Routes
Fermo est situé sur le tracé de l'ancienne route provinciale 239 redevenue la route nationale 210, qui de Porto San Giorgio rejoint les Apennins à Amandola.
Le territoire municipal est traversé par la route nationale 16 Adriatica, au nord et au sud de Porto San Giorgio, en correspondance avec Marina Palmense au sud, et Lido di Fermo, Casabianca et Lido San Tommaso au nord.
Un tronçon de la route Pedemontana Abruzzo-Marche, également connue sous le nom de Mezzina, relie Campiglione di Fermo à Casette d'Ete et ensuite à Civitanova Marche.

### Chemins de fer
À Porto San Giorgio, il y a une gare ferroviaire appelée Porto San Giorgio-Fermo, située sur la voie ferrée de l'Adriatique.
Jusqu'en 1956, Fermo était desservi par la voie ferrée à voie étroite Porto San Giorgio-Amandola, construite par la FAA (Ferrovie Adriatico-Appennino, aujourd'hui Sangritana) inaugurée en 1908 avec la traction à vapeur, électrifiée en 1928, a cessé d'être obsolète en 1956 et Fermo a eu sa propre gare. Il a été remplacé par un trolleybus uniquement sur le tronçon Fermo-Porto San Giorgio jusqu'en 1977, et par le libre-service sur les autres trajets.

### Mobilité urbaine
Des lignes de transport urbain sont disponibles à destination et en provenance de Porto San Giorgio (toutes les 20 minutes pendant la journée) ; des lignes de banlieue avec des centres côtiers et intérieurs, Macerata et Ascoli Piceno. Des connexions destinées aux déplacements quotidiens des élèves qui, venant des villages, fréquentent les lycées.
Dans le passé, Fermo était relié à Porto San Giorgio par une ligne de trolleybus.

## Dialecte
Le dialecte de Fermo appartient clairement à la zone centrale de la région des Marches, y compris la bande transversale allant des montagnes à la mer Camerino-Macerata-Fermo, et est identifié sous le nom de dialecte maceratese-fermano-camerte avec une zone de référence d'environ 500 000 personnes.

## Religion
Fermo est, avec Pesaro et Ancône, l'un des trois sièges métropolitains de l'Église catholique dans la région des Marches (45 dans toute l'Italie). De 1585 à 1907, à quelques exceptions près (par exemple Giannotto Gualterio au XVIIe siècle et Alessandro Borgia au XVIIIe siècle), l'archevêque de Fermo était en même temps cardinal.

## Musique

### Festival
Bababoom Festival a Marina Palmense - Fermo.

## Hôpitaux et établissements de soins
- Hôpital civil Augusto Murri, qui fait partie de la zone territoriale 11 de l'Azienda Sanitaria Unica regionale delle Marche. Inauguré en 1934, il s'est développé dans les années 1950, 70 et enfin 90-2000. Il devrait être remplacé à l'avenir par un nouvel hôpital de réseau dans la zone de Campiglione.
- Ancienne Villa Maria, garnison hospitalière appartenant à l'INRCA.
- Clinique privée Villa Verde.
- Maison de retraite Marchese Monsignani Sassatelli.
- De l'unification de l'Italie à 1978, Fermo a abrité l'hôpital psychiatrique provincial. Jusqu'aux années 1970, Fermo abritait un orphelinat et un brefotrofio (it) (du nom de Matteo Mattei), qui sont issus d'œuvres pieuses et, ces dernières années, ont été gérés conjointement par les administrations provinciales de Ascoli Piceno et de Macerata.

## Institutions et associations
- Fermo est la siège de la Section Diagnostic de l'Institut Zooprophylactique Expérimental de l'Ombrie et des Marches.
- Associazione Culturale Bababoom[17].

## Culture

### Éducation
La ville de Fermo est le siège de l'enseignement supérieur depuis la création de l'Université par Lothaire Ier, fréquentée par des étudiants de toute l'Italie, en particulier de la région centrale, mais aussi des Abruzzes voisines, ainsi que par des groupes d'étudiants d'Illyrie et d'Allemagne. À Fermo, il y avait également des installations pour l'accueil des étudiants : le Collegio de Propaganda Fide (collège illyrien, plus tard l'église des Pères Oratoires, qui deviendra plus tard le palais de justice) ; le Collegio de la Sapienza Marziale (la zone du collège est occupée par le nouveau bâtiment de l'école primaire Sapienza) ; le Collegio Fontevecchia (ancien couvent des Dominicains).

#### L'université dans l'histoire
Le 25 mai de l'année 825, l'empereur Lothaire Ier promulgua le capitulaire de Corteolona qui constituait les écoles impériales,. Outre Pavie, capitale du royaume d'Italie, Fermo avait également l'école publique de droit, de rhétorique et d'arts libéraux, choisissant la ville parmi les neuf seules en Italie destinées à devenir un centre d'études et héritant de la tradition de l'école de droit, fondée par l'empereur romain Théodose Ier ; du siège de Fermo dépendaient tous les étudiants du duché de Spoleto, un vaste duché qui comprenait l'Ombrie, les Marches, le Latium, les Abruzzes et même le duché de Bénévent.
En 1398, le pape Boniface IX a promu la Schola au Studium Generale, c'est-à-dire à l'Université. En 1585, le pape Sixte V agrandit l'université de Fermo. Elle fonctionnera jusqu'en 1826, date à laquelle, la ville ne disposant pas de ressources suffisantes pour l'entretenir, elle sera fermée. Elle comptait d'illustres professeurs, mais surtout des médecins de Fermo ; sa zone de chalandise s'étendait sur une grande superficie, et les écoliers venus de loin, comme ceux de Graz en Autriche, ne manquaient pas.
L'Université a profité de la concession de Sixte V pour sous-collecter les comtes palatins et les chevaliers de la Milice Aurata.

### Bibliothèques et archives

#### Bibliothèque municipale Romolo Spezioli
Dans la bibliothèque  il y a :
- 127 codices ;
- 3 000 manuscripts ;
- 350 000 volumes et brochures ;
- 681 incunables ;
- 15 000 éditions du XVIe siècle.

La qualité et la quantité du patrimoine littéraire placent cette structure parmi les vingt premières bibliothèques municipales en Italie.

#### Bibliothèque du Séminaire Archiépiscopal
Riche de 45 000 volumes.

#### Autres bibliothèques
- Bibliothèque du Conservatoire d'État de musique "G. B. Pergolesi".
- Bibliothèque du département du patrimoine culturel.
- Bibliothèque du Gymnase "Annibal Caro".
- Bibliothèque des Archives d'État de Fermo.
- Bibliothèque des Archives historiques de l'Archiepiscopat.
- Bibliothèque de l'Institut géographique "Silvio Zavatti".
- Bibliothèque de l'ITI d'État "G. et M. Montani".
- Bibliothèque de la faculté d'ingénierie de Fermo.
- Bibliothèque du Comité de la Société Dante Alighieri de Fermo.
- Bibliothèque provinciale d'histoire contemporaine.
- Bibliothèque pour enfants Villa Vitali (Section détachée de la bibliothèque municipale).
- Bibliothèque bénédictine du monastère de San Giuliano.
- Bibliothèque du Centre Communautaire "Gesù Resuscitato".
- Bibliothèque du couvent des Cappucini.
- Bibliothèque du couvent de la Madonna della Misericordia.

À Fermo se trouve également la BUC - Biblioteca Università Conservatorio - Machinery, une installation polyvalente pour ceux qui fréquentent les institutions culturelles de la ville, avec une adresse incontournable comme la bibliothèque des journaux ainsi qu'un point de ramassage pour la bibliothèque Spezioli et une demande de prêts inter-bibliothèques.

#### Archives d'État
Fermo est le siège des Archives d'État.

#### Archives diocésaines
Les archives historiques de l'archidiocèse conservent les documents de la plupart des paroisses en lesquelles la ville était divisée. La direction des archives est responsable de la publication semestrielle de la revue spécialisée Quaderni dell'Archivio Storico Arcivescovile di Fermo.

### Écoles
- Le liceo classico "Annibal Caro" est le successeur direct du lycée voulu à l'époque de la domination napoléonienne.
- Le liceo scientifico "Temistocle Calzecchi Onesti" fonctionne à Fermo depuis les années 1940.
- L'Institut technique industriel d'État "Montani", fréquenté par des étudiants de toute l'Italie, est l'un des premiers à être créé en Italie. Il forme des générations de techniciens, d'ingénieurs, de militaires et d'entrepreneurs.
- Institut d'art "Umberto Preziotti", dans le nouveau siège de l'école.
- Institut professionnel d'État pour l'industrie et l'artisanat "Ostilio Ricci".
- L'institut technique et commercial "Giovan Battista Carducci" - "Galileo Galilei". Ce lycée compte plus d'un millier d'étudiants.
- Le liceo classico "Paolo VI" fondé par l'évêque émérite Cleto Bellucci était un lycée égalitaire fermé par manque de fonds[22].

### Universités
Fermo a été le siège jusqu'en 2013 de la Faculté des Biens Culturels, qui fait partie de l'Université de Macerata (ceci, comme le rapporte l'université elle-même, était un "signe de reconnaissance de l'importance historique de la ville, parmi les plus grandes et les plus riches municipalités de la région des Marches, siège universitaire jusqu'en 1800 et, depuis 2009, capitale provinciale").
À Fermo se trouvent les cours de licence suivants qui constituent l'offre éducative de l'Université Polytechnique des Marches :
- Faculté d'ingénierie : 
  - Licence en ingénierie informatique.
  - Licence en logistique et ingénierie de production.
  - Licence en ingénierie de gestion.
- Faculté de médecine et de chirurgie :
  - Licence en sciences infirmières.

Les cours d'ingénierie et de médecine sont dispensés dans le bâtiment municipal de Via Brunforte, l'ancienne Casa della Missione, construite au XVIIIe siècle pour accueillir les missionnaires de la Congrégation de la Missione.
Fermo abrite le Conservatoire d'État de musique "G. B. Pergolesi", avec 39 filières d'études.

### Musées
En plus des musées, les installations suivantes peuvent être visitées à Fermo :
- Les citernes romaines.
- le théâtre de l'Aquila

#### Galerie d'art civique
La galerie d'art civique, située dans le Palais des Priori, conserve des œuvres de Rubens, Giovanni Lanfranco et Jacobello del Fiore ; dans la même structure se trouve la section archéologique "De Villanovans aux Picènes".
Les intérieurs du Palais des Priori comprennent la salle des portraits, la salle du conseil municipal décorée par Pio Panfili en 1762, l'hôtel de ville et la Salle du mappemonde, la partie la plus ancienne de la bibliothèque.

#### Musée diocésain
Le musée diocésain, situé à côté du Duomo de Fermo, recueille des témoignages artistiques de l'archidiocèse de Fermo. La première salle contient un missel du XIIIe siècle, le Messale de Firmonibus illuminé en 1436 par Giovanni di Ugolino da Milano. La salle d'argenterie contient deux calices d'art gothique, l'ostensoir du cardinal Filippo de Angelis, un petit temple en lapis-lazuli. Le protagoniste des salles d'apparat est la chasuble de Saint Thomas Becket. Le musée contient également des peintures de Crivelli et de Pomarancio.

#### Musées scientifiques de Villa Vitali
- Musées scientifiques de Villa Vitali : 
  - Musée ethnographique polaire Silvio Zavatti, le seul musée polaire arctique en Italie.
  - Musée des sciences naturelles Tommaso Salvadori.
  - Musée de La Pipa.

### Médias

#### Radio
Depuis le 2 juillet 1976, la station de radio Radio Fermo Uno, station commerciale d'inspiration catholique à la programmation généraliste, est gérée par la coopérative sociale "Romolo Murri". Quelques jours auparavant (mai 1976), des volontaires avaient fondé Radio Città Campagna, une radio à caractère informatif et d'inspiration politique (communiste), qui a cessé son activité le 8 juin 1984 après avoir eu un pool de plus de deux cents collaborateurs, avoir contribué à organiser des concerts de Guccini, Bertoli, Finardi et avoir activé à Fermo en 1982 un des premiers terminaux de l'agence ADN Kronos. En 1983 naît Radio Orizzonte, de nature commerciale et généraliste, politiquement inspirée par le centre-gauche ; elle cesse d'émettre quelques années plus tard. Au milieu des années 1980, les agents commerciaux Stefano et Fabio Castori ont été transférés à Fermo Radio Onda, née quelques années plus tôt dans la ville voisine de Monterubbiano, qui a cessé d'émettre quelques années plus tard. Ils ont géré la web radio Radio Italian Cup. Il convient également de mentionner l'expérience artisanale de Radio Idea, gérée par quelques garçons après l'école pendant une courte période au milieu des années 1980.

#### Télévision
Fermo TV est un diffuseur local qui diffuse quotidiennement des nouvelles et des événements de la ville de Fermo et de son territoire provincial. Auparavant, ils ont également couvert les émissions Fermo TV Marche et TV Centro Marche.

#### Presse
À Fermo, il y a des rédactions locales avec leurs propres éditions pour les journaux Il Resto del Carlino (ouvert depuis 1998) et Corriere Adriatico (it) (ouvert depuis 1983). Page d'information locale dans l'édition locale du quotidien Il Messaggero di Roma qui a eu une rédaction dans la ville de 1970 à 1981. Dans les années 1970 et jusqu'au début des années 1980, il y avait également un petit bureau de correspondance en ville, l'autre quotidien romain Il Tempo. Les rédactions de la Gazzetta del Fermano (circuit Gazzetta del Fermano - Gazzetta di Longarini) de 1989 à 1993, du Corriere del Fermano (appartenant au Corriere dell'Umbria, Editrice Finegil di Donati) de 1998 à 2000 et de La Nuova Fermo (appartenant à un circuit de journaux locaux du groupe d'édition L'Espresso) ont également été ouvertes pendant quelques mois entre 1998 et 1999. À Fermo, il y a le magazine mensuel d'informations locales Corriere News, la publication annuelle Guida per l'informazione sociale et le siège et la rédaction de la publication d'informations musicales Music Club. Le 8 mai 1892, le premier numéro de La Voce delle Marche, un périodique d'information et de culture du diocèse de Fermo, est publié. Sa publication se poursuit encore aujourd'hui dans une version bi-hebdomadaire exclusivement en ligne.

## Sport

### Football
- Le Fermana, qui s'est retiré des championnats et a échoué en 2006, est l'équipe de football de la ville qui a obtenu le meilleur classement, en remportant la Serie B jouée en 1999-2000.

La Fermana, après la non-inscription en 2006 au championnat de Serie C2, a repris le championnat de première catégorie et, après trois saisons, est passée au championnat à Eccellenza après avoir été première en Promozione. Elle a maintenant fusionné avec Montegranaro et a formé l'équipe du F.C. Fermana qui a remporté le championnat de Serie D et a été promue en Lega Pro. Les autres équipes sont Futura 96 (équipe de football de Capodarco) qui joue dans la Ligue promotionnelle, Palmense, qui joue dans (Promotion), Santa Caterina, Fermo (Deuxième catégorie), Firmum Azzurra, Tirassegno et Molini (Troisième catégorie) cette dernière équipe de la fraction Molini di Tenna. En outre, l'équipe de football de Monturano Campiglione qui joue en Promozione est à la fois du village de Campiglione et du village voisin de Monte Urano.

### Futsal
L'équipe principale de futsal est les Eagles Fermo C5 qui jouent dans la Serie C1 régionale, l'autre équipe est le Fermo Calcio a 5 qui joue en Serie C2 (avec l'équipe de Futsal Campiglione qui représente Campiglione), mais il y a aussi d'autres équipes de Serie D.

### Volley-ball
- L'association sportive de volley-ball "Don Celso Pallavolo", née en 1992, opère dans le secteur masculin et féminin, et compte environ 200 athlètes.

### Athlétisme
L'A.S.D. Sport Atletica Fermo, autrefois connue sous le nom de Società Atletica Fermo, fondée en 1946, est située sur la piste d'athlétisme municipale.

### Basket-ball - Gymnastique
- La Società Victoria travaille depuis plusieurs années au gymnase de l'ex-CONI, obtenant des résultats remarquables dans les domaines de la gymnastique artistique et du basket-ball.

### Rugby
- Amatori Rugby Fermo 1935.

### Water-polo
- Fermo Nuoto e Pallanuoto.

### Installations sportives
- Stade Bruno Recchioni (9 500 places), nommé en l'honneur de Bruno Recchioni, soldat de l'armée italienne, martyr de Céphalonie.
- Salle de sport ex-CONI.
- Piscine communale

## Urbanisme
La municipalité se développe presque entièrement sur une zone de collines, caractérisée par un petit espace supérieur plat correspondant à l'arche romaine. Le centre historique, entouré de murs du XVe siècle, est resté identique à celui du XVIIIe siècle, avec quelques rénovations insignifiantes de structures individuelles. La seule intervention urbaine digne d'intérêt est celle réalisée dans la seconde moitié du XIXe siècle par l'architecte de Fermo, Giovanni Battista Carducci, consistant en la construction d'un tronçon de route avec un accès facile à la place : La Via Roma, avec la perspective typique du bâtiment ornemental appelé Torretta, et la Strada Nuova, sont le résultat d'opérations d'expropriation compliquées et d'interventions incisives sur le tissu urbain de la zone est et sud de la ville.
La nouvelle partie de la ville s'est développée le long des nombreuses collines qui partent du centre, dans quelques grands quartiers en dehors du centre (Viale Trento, Santa Caterina, Cappuccini, Tirassegno, Santa Petronilla) et en dehors (Campiglione), et a connu une forte croissance démographique, notamment dans ses quartiers maritimes (Lido San Tommaso, dans une moindre mesure Marina Palmense), renforcée par les administrations de centre gauche qui se sont succédé dans les années 1990.

## Administration
| Période                                  | Période  | Identité            | Étiquette     | Qualité |
| ---------------------------------------- | -------- | ------------------- | ------------- | ------- |
| Les données manquantes sont à compléter. |          |                     |               |         |
| 2001                                     | 2011     | Saturnino Di Ruscio | PDL           |         |
| 2011                                     | 2015     | Nella Brambatti     | PD            |         |
| 2015                                     | 2015     | Vittorio Saladino   |               | Préfet  |
| 2015                                     | En cours | Paolo Calcinaro     | liste civique |         |

### Hameaux
Camera, Campiglione, Campolege, Cantagallo, Capodarco, Cappuccini, Cartiera di Tenna, Casabianca, Castello, Convento dei Frati Cappuccini, Ete Palazzina, Faleriense, Fiorenza, Gabbiano, Girola, Lido di Fermo, Lido san Tommaso, Madonnetta d'Ete, Marina Palmense, Moie, Molini Tenna, Montesecco, Parete, Pila, Pompeiana, Ponte Ete Vivo, Sacri Cuori, Salette, Salvano, San Bartolomeo, San Biagio, San Girolamo, San Lorenzo, San Marco, San Martino, San Michele, San Tommaso, Santa Caterina, Santa Petronilla, Santo Stefano, Tirassegno, Torre di Palme, Valloscura, Villa San Claudio

### Communes limitrophes
Altidona, Belmonte Piceno, Francavilla d'Ete, Grottazzolina, Lapedona, Magliano di Tenna, Massa Fermana, Mogliano, Monte Urano, Montegiorgio, Monterubbiano, Ponzano di Fermo, Porto San Giorgio, Porto Sant'Elpidio, Rapagnano, Sant'Elpidio a Mare, Torre San Patrizio

### Évolution démographique
Habitants recensés

## Groupes ethniques et minorités étrangères
Au 31 décembre 2014, il y avait 3 605 résidents étrangers:
- Roumanie : 775
- Albanie : 453
- Chine : 387
- Maroc : 330
- Inde : 185

## Jumelages
- Bahía Blanca (Argentine)
- Weihai (Chine)
- Ansbach (Allemagne) depuis 2006
- León (Mexique) (Mexique)
- Anglet (France) depuis le 9 mai 2025[26]